# 圖伊提亞·帕基
圖伊提亞·帕基七世（Kiingi Tuheitia Pootatau Te Wherowhero VII；出生名Tūheitia Paki；1955年4月21日—2024年8月30日；又譯圖黑堤亞），紐西蘭毛利國王運動第七任國王，2006年至2024年間在位。毛利王是紐西蘭毛利族當地部落的最高領袖。不過紐西蘭法定國王是2022年起在位的查爾斯三世而非毛利王，毛利王只是屬於禮儀象徵頭銜，並不具有實際統治權和政治權。
雖然毛利王並非世襲制，而是部落酋長推舉制，歷任君主來自同一家族。
2006年母親阿泰蘭吉卡胡女王（Queen Dame Te Atairangikaahu）辭世，圖伊提亞接任毛利王王位。圖伊提亞·帕基七世國王在位18年期間促進毛利民族福祉不遺餘力，深受人民愛戴及國際肯定。
2024年8月30日，圖伊提亞·帕基七世於當地時間清晨辭世，享壽69歲。

## 辭世後
圖伊提亞有2子1女，王位由12位部落酋長們選出最小的女兒Ngā Wai Hono i te Pō為第8任毛利王。
根據毛利傳統，圖伊提亞安葬於陶皮里山（Mount Taupiri）上，歷任先王墓旁。